# 행정의 법률적합성의 원칙
행정의 법률적합성의 원칙이란 법치주의의 한 개념으로 행정은 법률의 범위 내에서 이루어져야 한다는 것을 의미한다 예를 들어 대통령이나 장관이 법률에 위반되게 15세 청소년에 대해 징병검사를 명하거나 근거 없이 국민들에게 세금이나 범칙금을 부과할 수 없다.

## 법규창조력
국민의 대표기관인 국회가 만드는 법률만이 국민을 구속하는 힘을 가진다는 의미이나 최근에 국회가 만드는 법률 외에도 인정을 하는 것으로 확장되고 있다.

## 법률우위의 원칙
모든 행정에 적용된다.
모든 행정작용은 헌법에 부합하는 법률에 위반되어서는 안된다는 법의 원칙이다.

## 법률유보의 원칙
모든 행정에 적용되는 것은 아니나 중요한 사항(기본권 등)에 관해서는 반드시 법률의 근거가 있어야 한다는 원칙이다.

## 한계
행정행위의 흠의 치유는 행정행위의 무용한 반복을 피하고 당사자의 법적 안정성을 위해 인정될 수 있는 것이지만, 행정의 법률적합성의 원칙을 저해(沮害)해서 아니된다